# ادی علی باکیت، انسبا
ادی علی باکیت، انسبا در اریتره است که در anseba واقع شده‌است.